# Hysteropterum sodale
Hysteropterum sodale är en insektsart som beskrevs av Walker 1870. Hysteropterum sodale ingår i släktet Hysteropterum och familjen sköldstritar. Inga underarter finns listade i Catalogue of Life.